# Hvar-Brač-Visi egyházmegye
A Dalmát-szigeteken lévő Hvar-Brač-Visi egyházmegye (horvátul: Hvarska biskupija; latinul: Dioecesis Pharensis (-Brazensis et Lissensis)) a római katolikus egyház egyik egyházmegyéje Horvátországban. A Split-Makarskai főegyházmegye szuffragán egyházmegyáje. Püspöki székvárosa Hvar, ahol az egyházmegye székesegyháza, a Hvari székesegyház áll. Megyéspüspöke a 2021. március 4-én kinevezett és május 22-én felszentelt Ranko Vidović. Elődje Petar Palić volt 2018. március 9. és 2020. július 11. között, akit ekkor a Mostar-Duvnói egyházmegye élére helyezték át, nyugalmazott segédpüspöke pedig Slobodan Štambuk.

## Szomszédos egyházmegyék
- Split-Makarskai főegyházmegye (észak)
- Dubrovniki egyházmegye (délkelet)